# Pieni-Tahkonen (ö i Rehja och Nuasjärvi)
Pieni-Tahkonen är en ö i Nuasjärvi Finland. Den ligger i sjön Rehja och Nuasjärvi och i kommunen Sotkamo och landskapet Kajanaland, i den centrala delen av landet, 500 km norr om huvudstaden Helsingfors. Öns area är 1,4 hektar och dess största längd är 160 meter i sydväst-nordöstlig riktning.